# Солом'янський ландшафтний парк
Солом'янський ландшафтний парк — міський ландшафтний парк, розташований у Солом'янському районі міста Києва, між вулицями Романа Ратушного, Кудряшова та Генерала Шаповала . Площа — 29,6 га.

## Розташування
Більша частина території парку розташована в межах урочища Кучмин Яр — природній улоговині, дном якого протікає річка Мокра.

## Історія
Парк було закладено 1986 року. При цьому були проведені значні земляні роботи — переплановано схили, знищено рідну рослинність, насипано новий шар землі, засаджено новими деревами та кущами.
Повністю роботи з облаштування парку не були завершені до 1991 року — не був запущений у дію фонтан біля сходів з вулиці  Романа Ратушного, басейни, якими вода з витоку річки Мокра мала б рухатися в бік нижньої частини парку, також не було зроблено діючими. Не були влаштовані лавки, освітлення.
З двох місць громадського користування одне було закрите ще наприкінці 1980-х років (можливо, не було дороблене), в іншому вже у 1990-х роках було відкрито розважальний заклад.

## Сучасний стан
Парк є цінним з точки зору автентичності ландшафту та унікальності флори і фауни, а також у зв'язку із наявністю у ньому витоку однієї з приток Либеді.
Територія парку засаджена листяними деревами (клен, липа, ясен, береза, горобина), є багато кущів.
Парк умовно можна розділити на 2 частини — східну, ландшафтну, з доріжками та каскадами басейнів і західну лісопаркову.
Парк інколи називають одним із найпривабливіших місць для пробіжок у Києві, зокрема через наявність різних поверхонь та невеликих пагорбів, що дозволяє навантажувати органи дихання та серцево-судину систему.

## Галерея

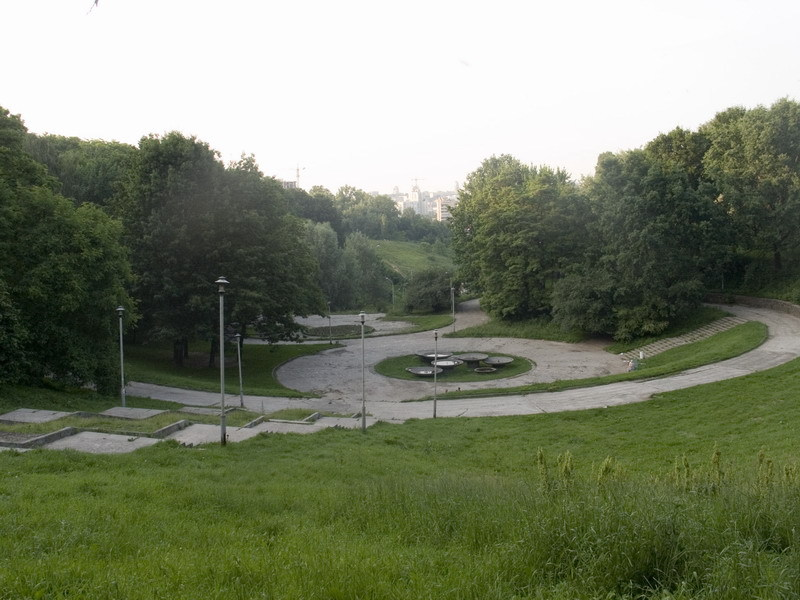
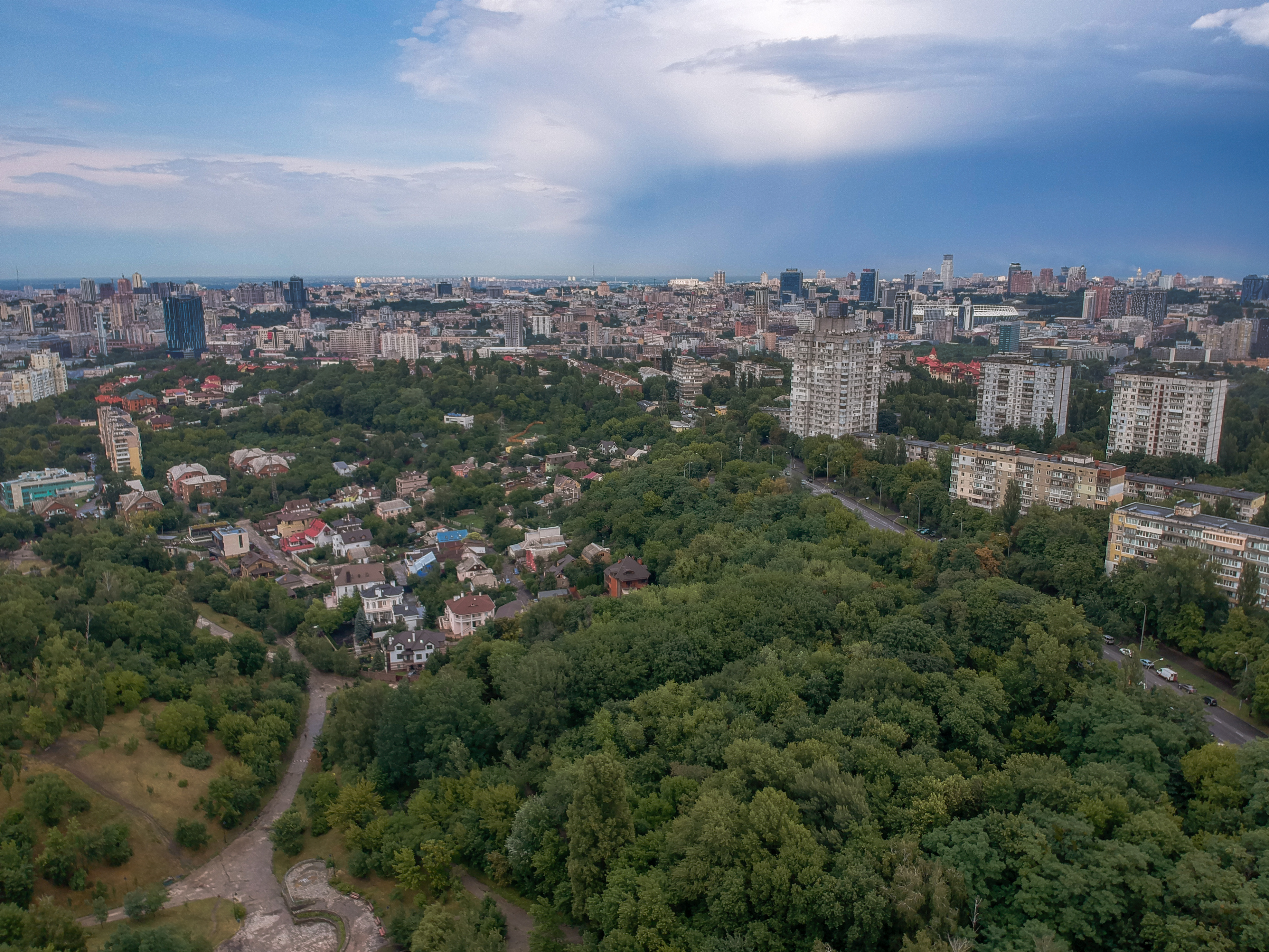
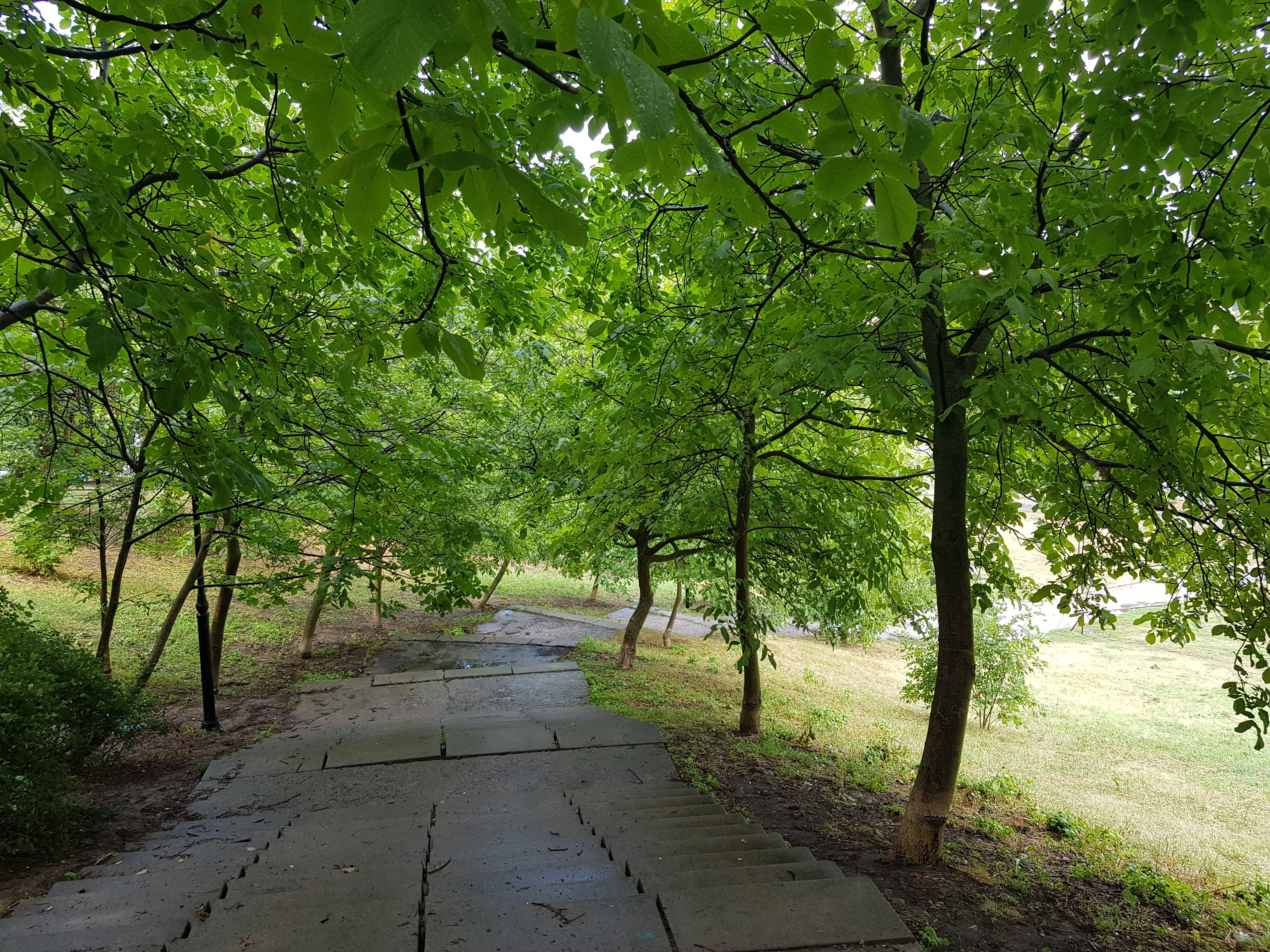
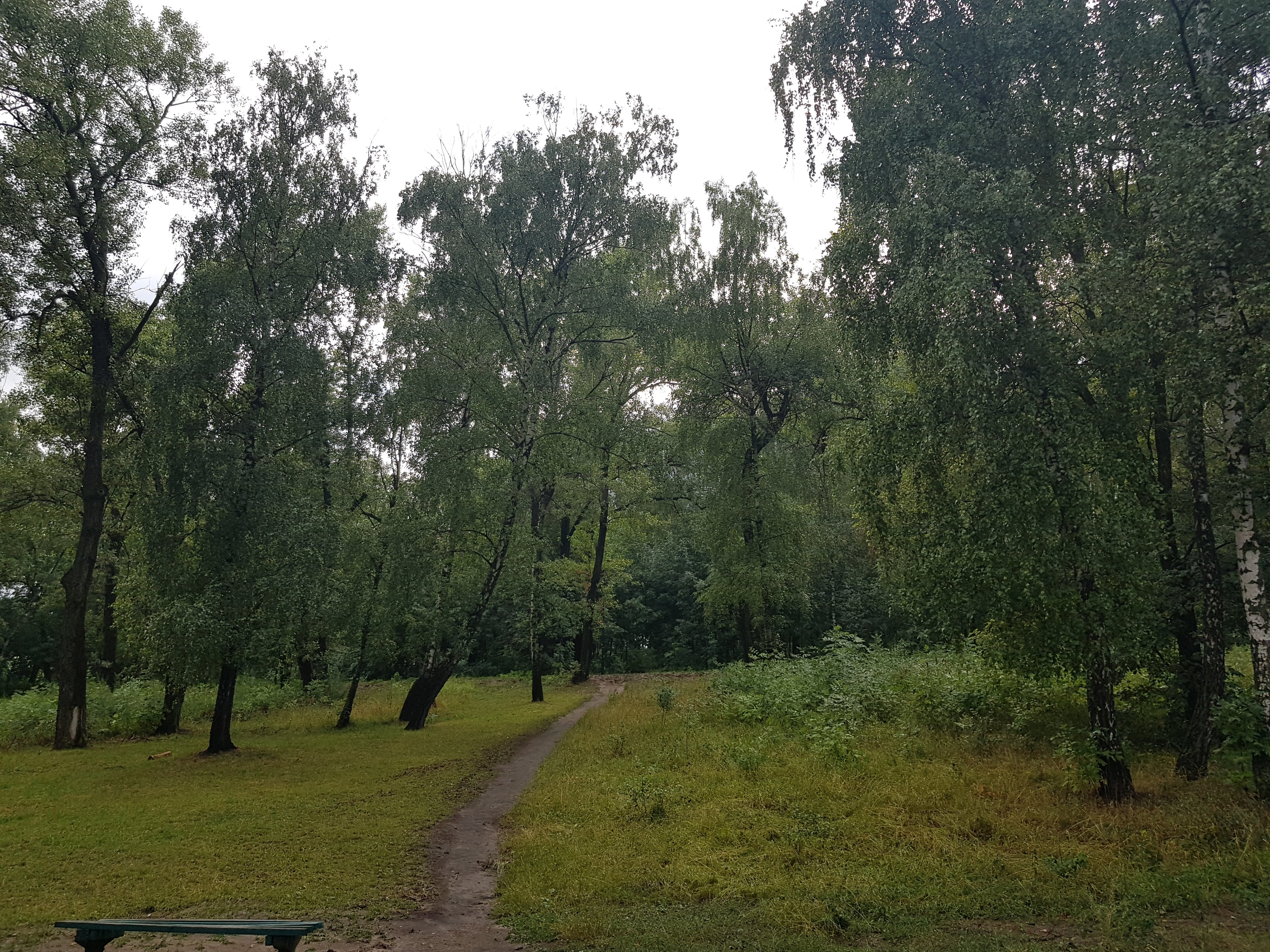
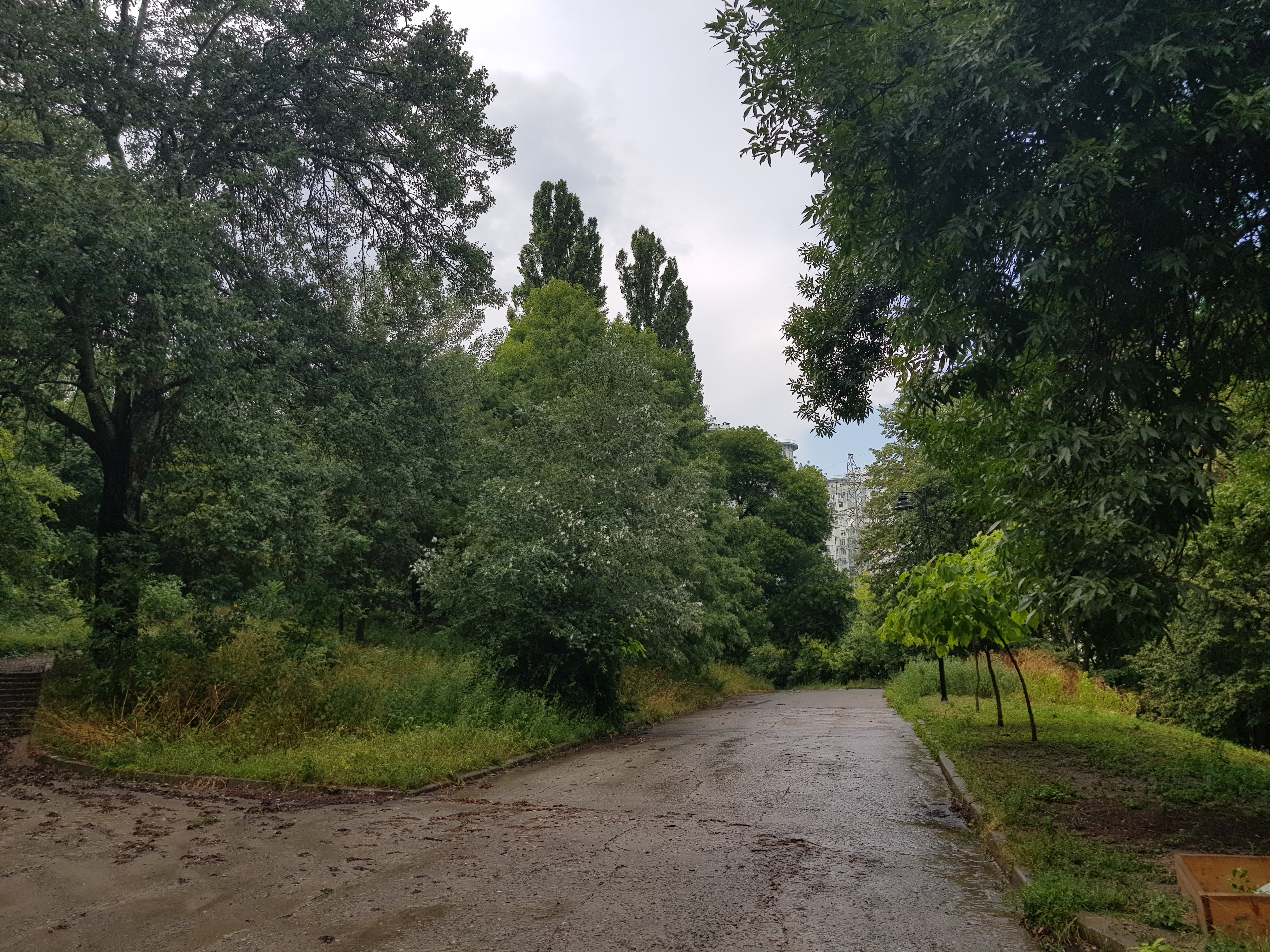
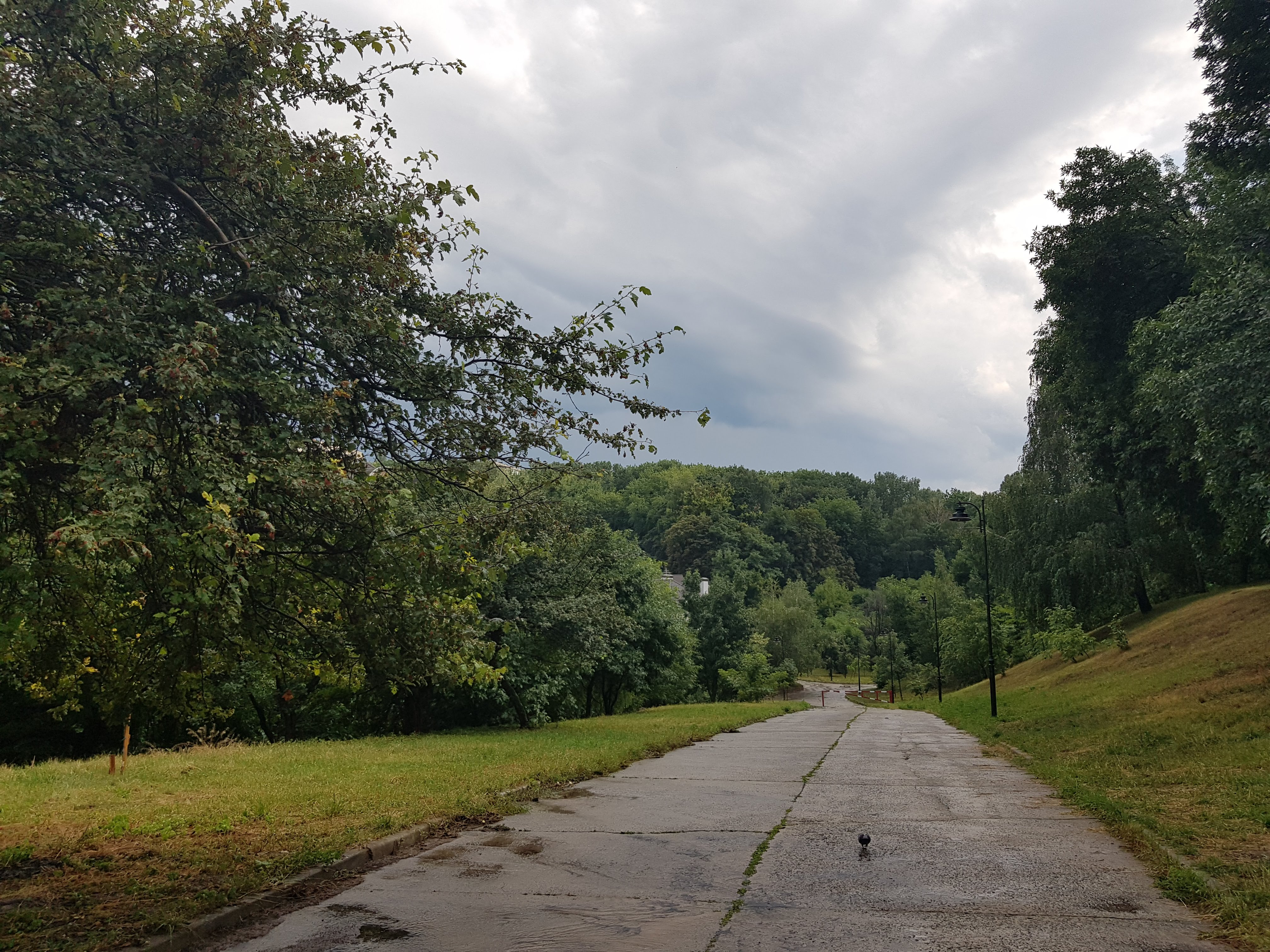
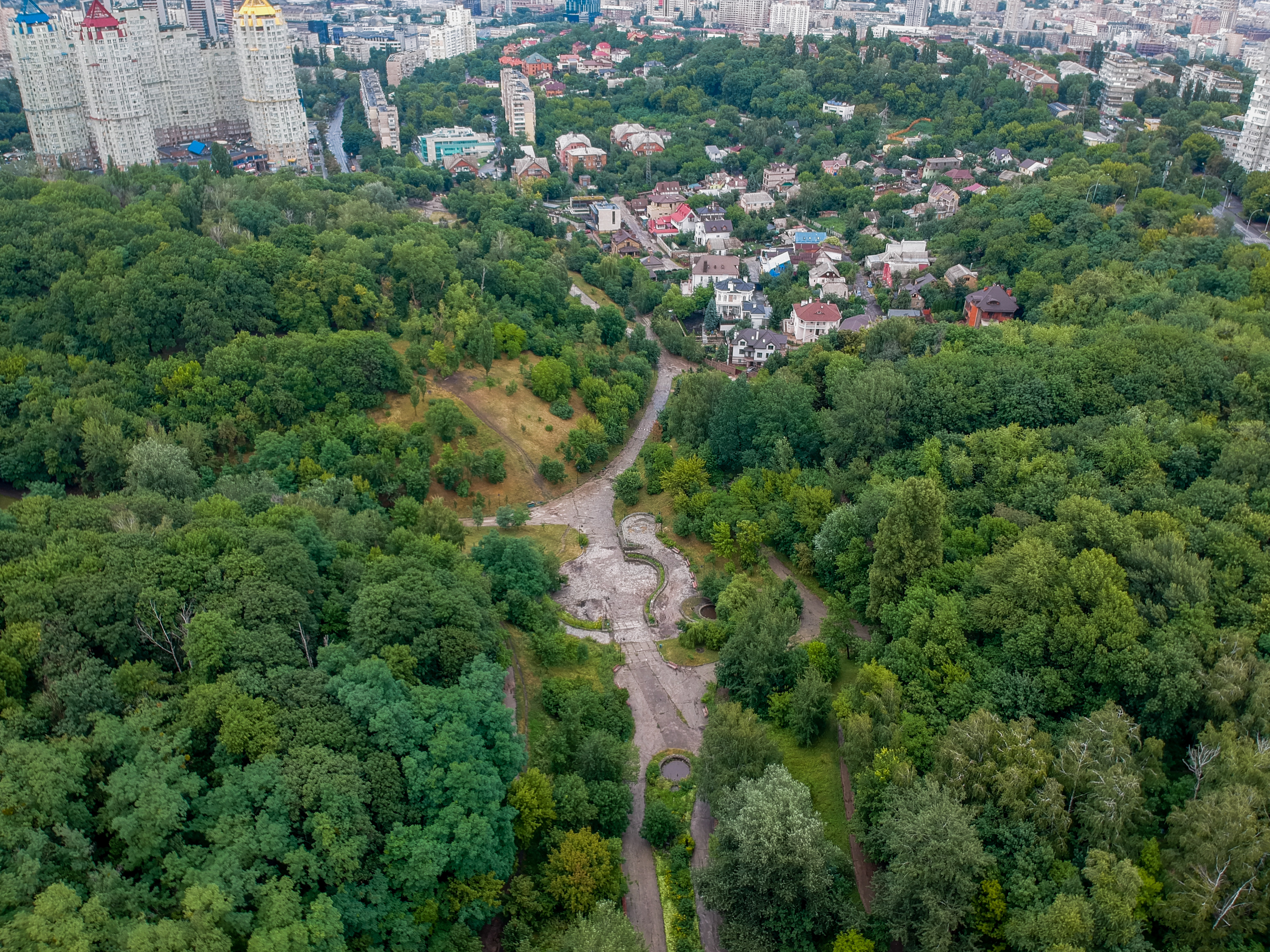
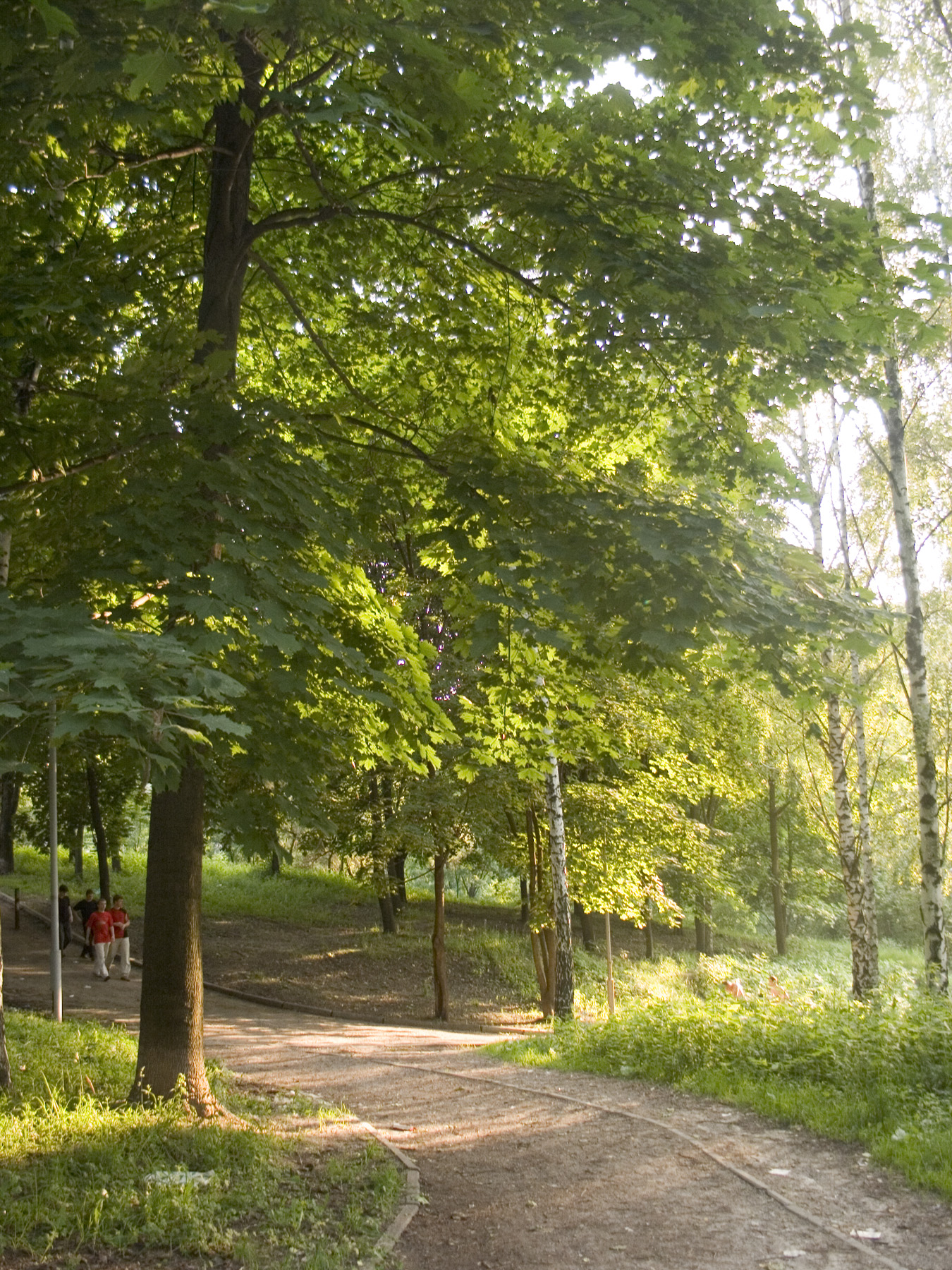
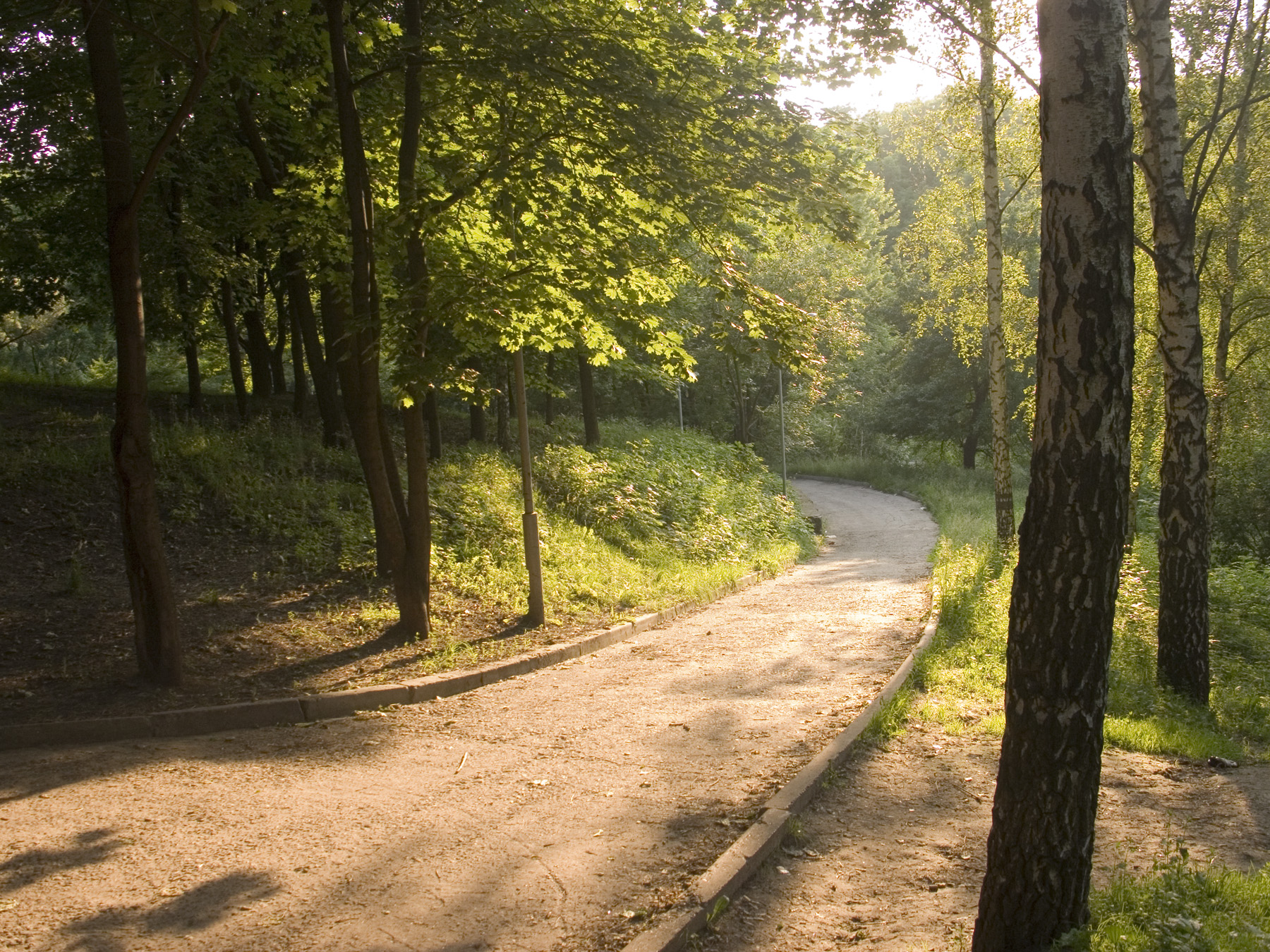
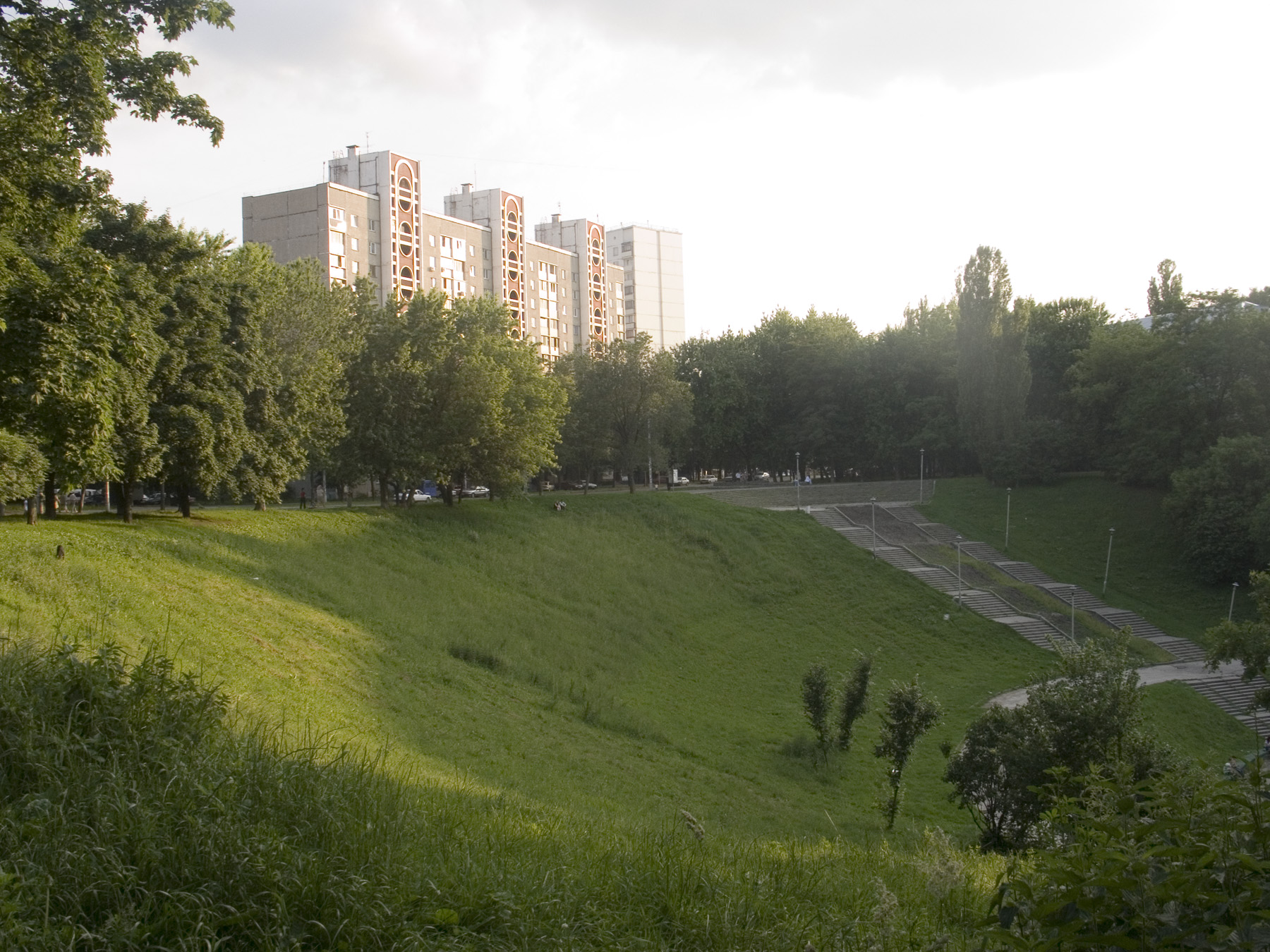
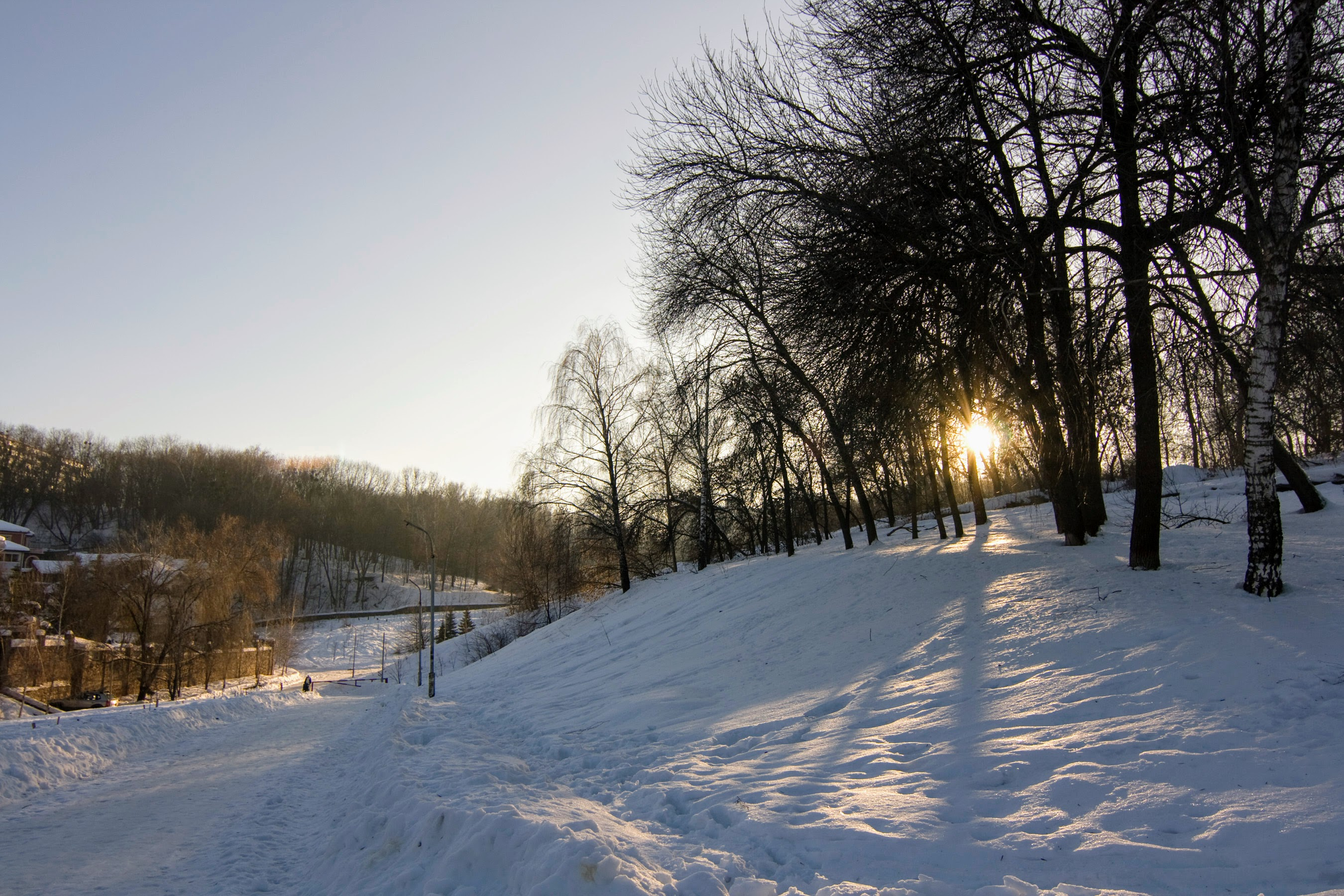
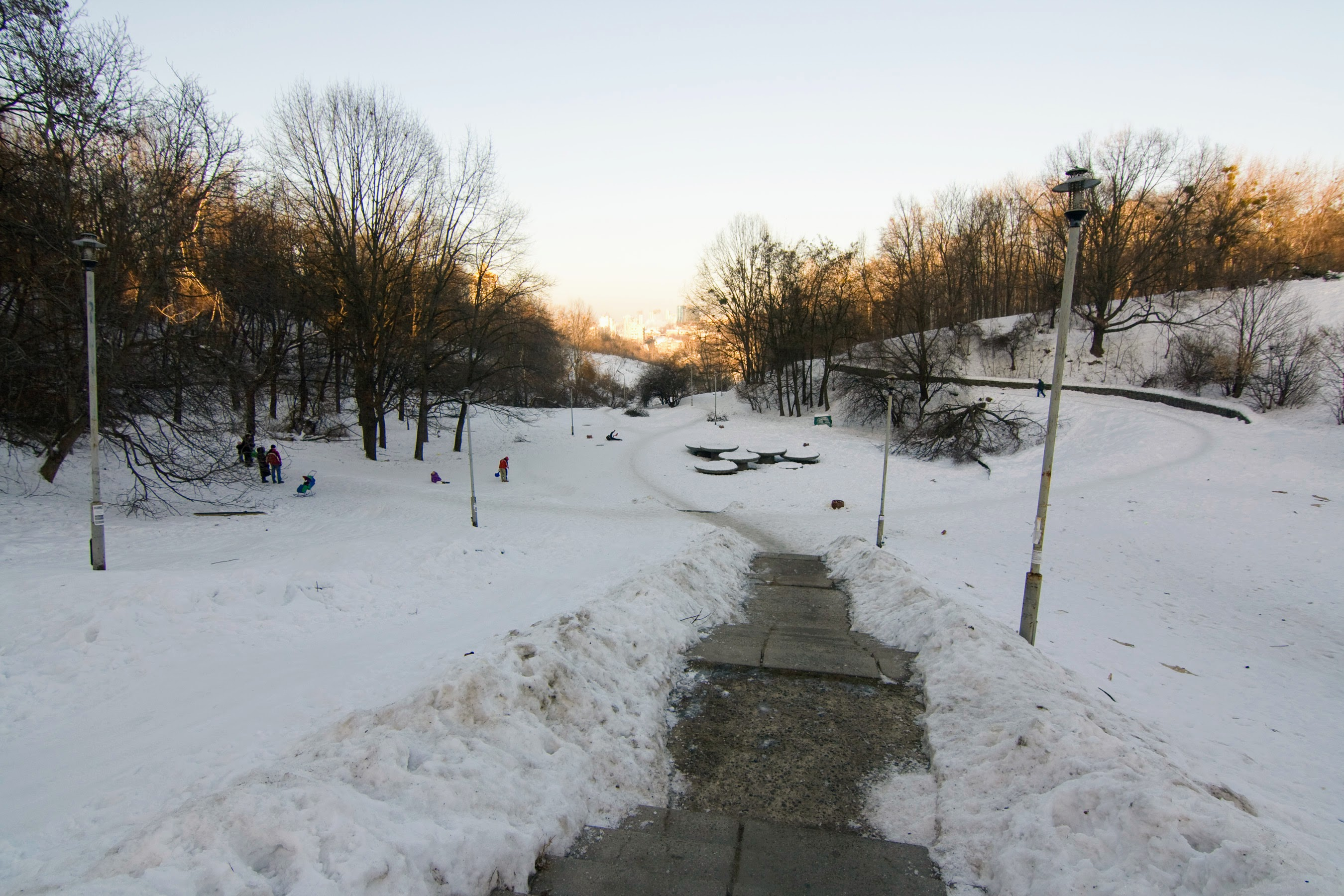
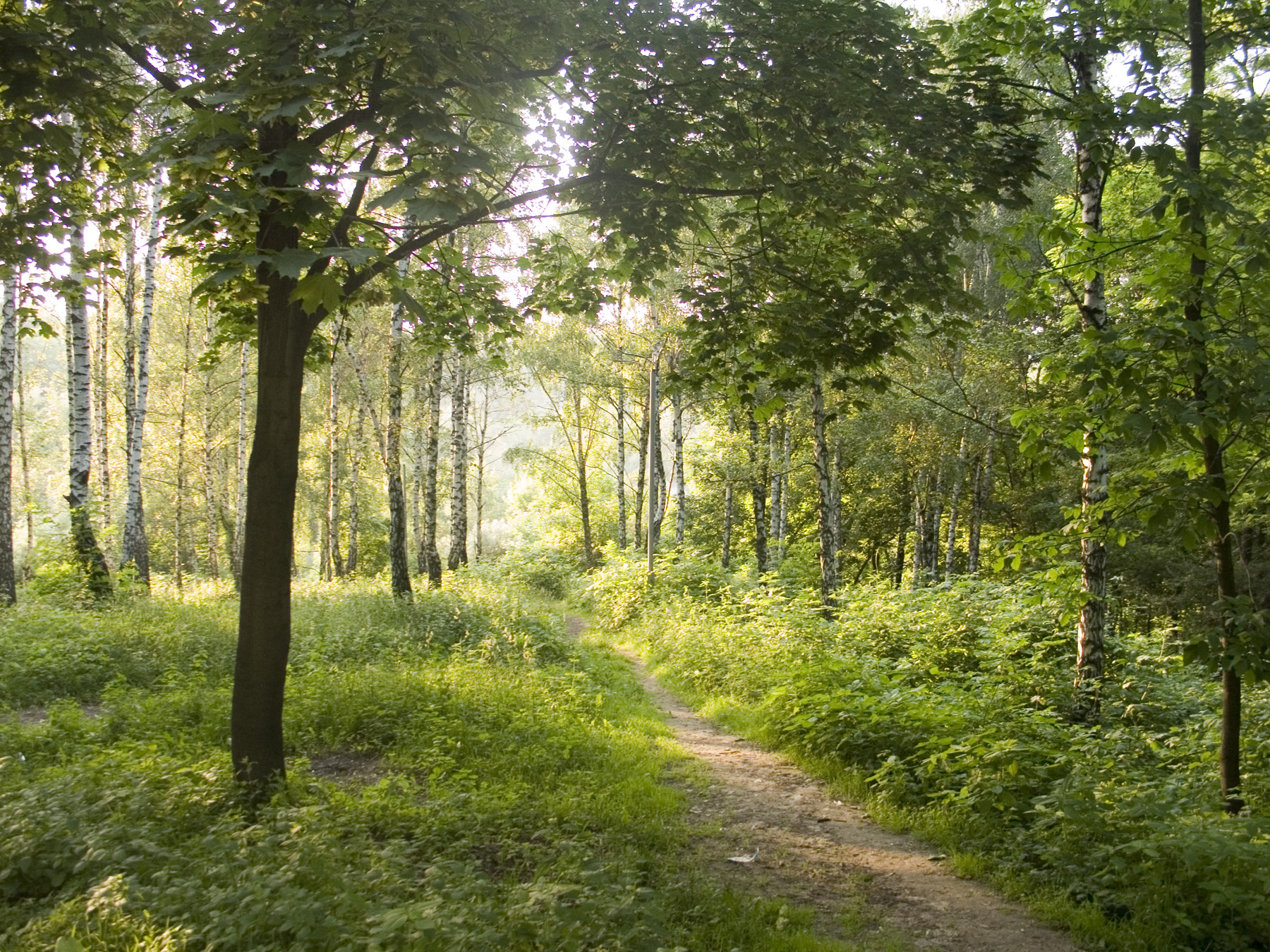
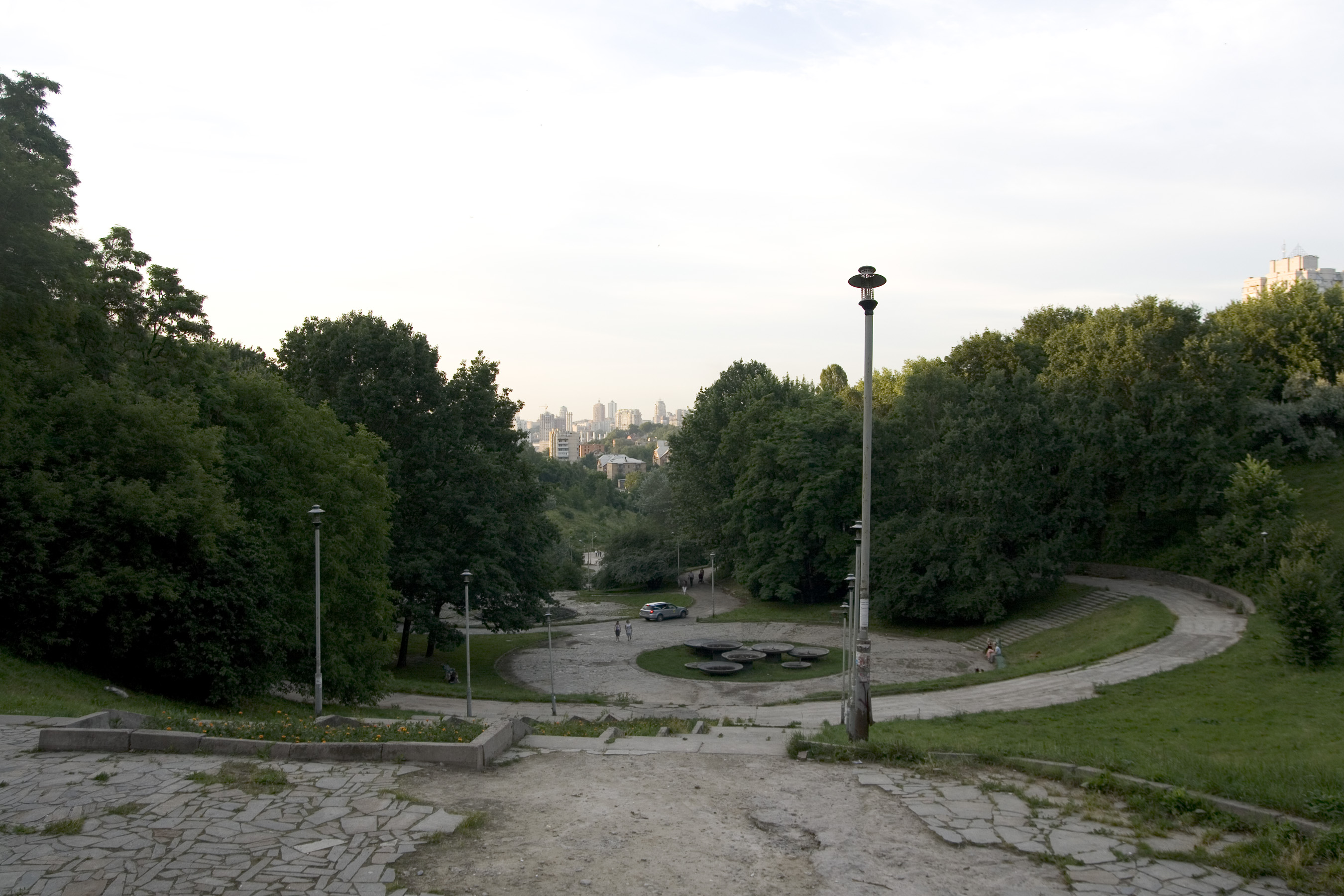
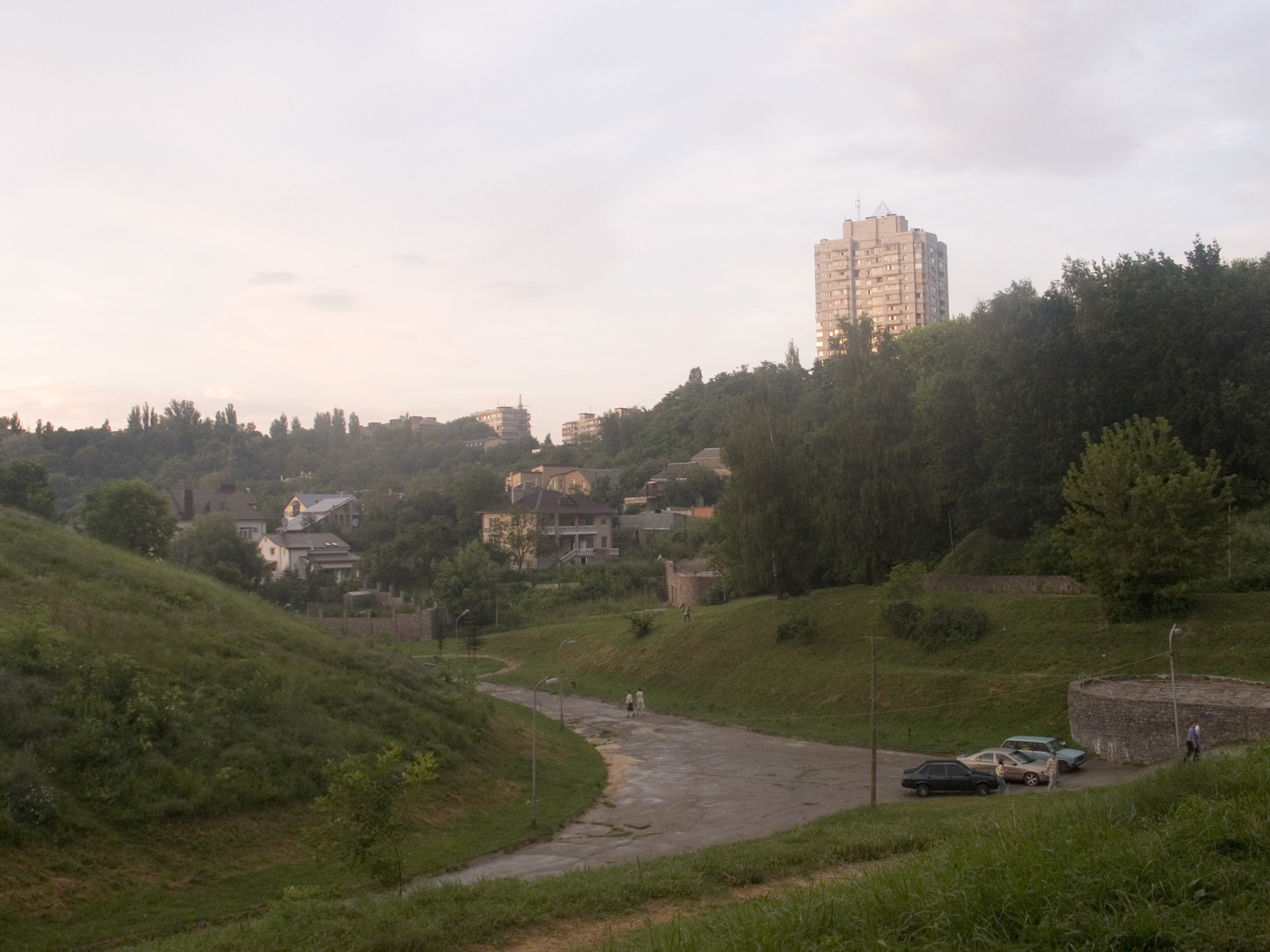
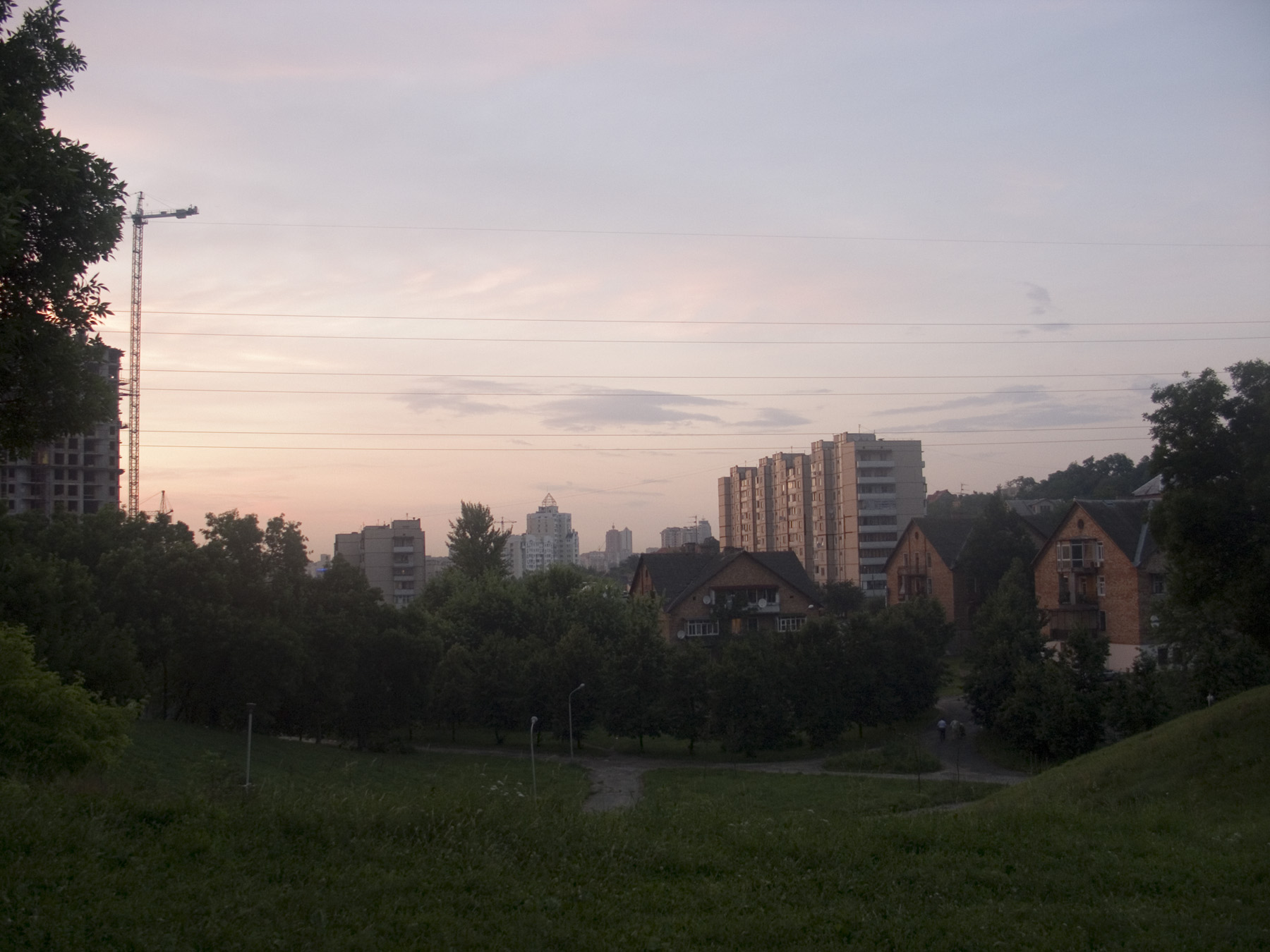